# Milan Jovin
Milan Jovin (in serbo Mилaн Joвин?; Srpska Crnja, 13 dicembre 1955) è un ex calciatore jugoslavo, serbo dal 2006, di ruolo difensore.

## Palmarès

### Club
- Campionato jugoslavo: 3

Stella Rossa: 1980, 1981, 1984
- Kup Maršala Tita: 2

Stella Rossa: 1982, 1985